# Ranquitte (kommun)
Ranquitte är en kommun i Haiti.   Den ligger i departementet Nord, i den nordöstra delen av landet, 100 km norr om huvudstaden Port-au-Prince.